# Paraprotaetia
Paraprotaetia is een geslacht van kevers uit de familie bladsprietkevers (Scarabaeidae). Het geslacht werd voor het eerst wetenschappelijk beschreven in 1907 door Moser.

## Soorten
- Paraprotaetia borneana (Schoch, 1896)
- Paraprotaetia fulva (Schoch, 1896)
- Paraprotaetia juliae Nagai, 1984
- Paraprotaetia nielseni Antoine, 1996
- Paraprotaetia sumatrana Moser, 1907